# Iraurgui
Iraurgui fue un antiguo valle de Guipúzcoa que comprendía los términos de Azcoitia y Azpeitia.

## Historia
El valle, situado en el centro de la provincia española de Guipúzcoa, comprendía los términos de los ahora municipios de Azcoitia y Azpeitia. El nombre del valle sirvió de inspiración para los títulos que se les brindó tanto a Azcoitia —que fue «San Martín de Iraurgui» y «Miranda de Iraurgui»— como a Azpeitia —«Garmendia de Iraurgui»—. Aparece descrito en el Diccionario histórico-geográfico-descriptivo de los pueblos, valles, partidos, alcaldías y uniones de Guipúzcoa (1862) de Pablo de Gorosábel con las siguientes palabras:

IRAURGUI: valle antiguo, que comprendía los territorios de las actuales villas de Azcoitia y Azpeitia. Se hace mencion de él en el instrumento de restaracion y dotacion de la santa iglesia catedral de Pamplona, otorgado por el rey de Navarra D. Sancho el Mayor en el año de 1027, citándole como á territorio perteneciente á este obispado á una con otros valles de la provincia. El rey D. Fernando IV de Castilla en las dos cartas pueblas que expidió en los año de 1310 y 1311 para la fundacion de Azpeitia supone tambien la existencia del valle de este nombre al mandar que á esta dicha villa se le llamase Salvatierra de Iraurgui. La primera se expresa en estos términos: «Por facer bien y merced á todos los caballeros, escuderos é á todos los otros fijosdalgo que quisieren venir á poblar á Garmendia en los mios reinos que es en Iraurgui, etc.» Desde entonces la villa de Azpeitia conservó esta denominacion, así como la de Azcoitia la de Miranda con el aditamento de Iraurgui, como de dictado comun á ambas jurisdicciones, segun se ve de las ordenanzas provinciales de la hermandad de 1415. Su uso se fué perdiendo desde el siglo décimo quinto en adelante: de manera que la generalidad de las gentes apenas tiene siquiera noticia de la existencia del valle de Iraurgui. Para la inteligencia de las cosas antiguas de la provincia era, sin embargo, necesario darla en este lugar, por mas ligera que parezca, por no constar otras particularidades en las memorias que se nos han transmitido.
(Gorosábel, 1862, p. 235)